# Albánia államfőinek listája
Albánia zaklatott 20. századi történelme során nem mindig voltak pontosan behatárolhatóak az államfői jogkörök: a posztot időről időre köztársasági elnök, király, herceg, pártfőtitkár stb. töltötte be.
| Államfő             | Hivatali idő                            | Megjegyzés |
| ------------------- | --------------------------------------- | --- |
| […]                 | 1913. október 16. – 1914. szeptember 6. | Albánia az osztrák–magyar, brit, francia, német, olasz, orosz és albán összetételű Nemzetközi Ellenőrző Bizottság igazgatása alatt állt. 1914. március 7. után a trónra került Vilmos fejedelmet támogatták. |
| Vilmos fejedelem    | 1914. március 7. – 1914. szeptember 3.  | Polgári nevén Wilhelm zu Wied, az Albán Fejedelemség uralkodója. 1925. január 31-éig formálisan ugyan uralkodó maradt, de 1914. szeptember 3-ától száműzetésben élt. Az államfői teendőket névleges uralkodása alatt, 1920-tól a Legfelsőbb Tanács, illetve ügyvezető államfő látta el (lásd lentebb).                                        |
| Legfelsőbb Tanács   | 1920. január 30. – 1924. december 24.   | Tagjai 1921. december 22-éig: Luigj Bumçi, Aqif Elbasani, Abdi Toptani, Mihal Turtulli. 1921. december 22. után: Ndoc Pistulli, Ymer Vrioni (mindketten 1922. március 11-éig), Sotir Peci, Refik Toptani (1924. június 2-áig), Gjon Çoba (1922. november 26-ától 1924. május 24-éig), Xhafer Ypi (1922. november 26-ától 1924. június 2-áig). |
| Sotir Peci          | 1924. június 2. – 1924. július 2.       | Ügyvezető államfő, a Legfelsőbb Tanács egyetlen tagja. |
| Fan Noli            | 1924. július 2. – 1924. december 24.    | Ügyvezető államfő, a Legfelsőbb Tanács egyetlen tagja. |
| Refik Toptani       | 1924. december 24. – 1925. január 31.   | Ügyvezető államfő, a Legfelsőbb Tanács egyetlen tagja. |
| Amet Zogu           | 1925. január 31. – 1939. április 8.     | 1928. szeptember 1-jéig köztársasági elnök, utána I. Zog (III. Szkander bég) néven az Albán Királyság uralkodója. |
| Xhafer Ypi          | 1939. április 9. – 1939. április 12.    | Az Ideiglenes Közigazgatási Bizottság elnöke. |
| Shefqet Vërlaci     | 1939. április 12. – 1939. április 16.   | Ügyvezető államfő. |
| III. Viktor Emánuel | 1939. április 16. – 1943. szeptember 8. | Albánia királya. Albánia perszonálunióban Olaszországgal. |
| […]                 | 1943. szeptember 8. – 1944. október 20. | Albánia német megszállás alatt. A katonai főparancsnok 1943. szeptember 8-ától 1944. június 1-jéig Theodor Geib, 1944. október 2-áig Otto Gullmann. |
| Enver Hoxha         | 1944. október 22. – 1985. április 11.   | 1944. május 24-étől október 22-éig ügyvivő kormányfő mint a Nemzeti Felszabadítási Főtanács elnöke. Az Albán Munkapárt főtitkára. |
| Ramiz Alia          | 1985. április 13. – 1992. április 3.    | 1991. április 30-áig az Albán Munkapárt főtitkára, utána köztársasági elnök. |
| Sali Berisha        | 1992. április 9. – 1997. július 24.     | Köztársasági elnök. |
| Rexhep Meidani      | 1997. július 24. – 2002. július 24.     | Köztársasági elnök. |
| Alfred Moisiu       | 2002. július 24. – 2007. július 24.     | Köztársasági elnök. |
| Bamir Topi          | 2007. július 24. - 2012. július 24.     | Köztársasági elnök |
| Bujar Nishani       | 2012. július 24. – 2017. július 24.     | Köztársasági elnök |
| Ilir Meta           | 2017. július 24. – 2022. július 24.     | Köztársasági elnök |
| Bajram Begaj        | 2022. július 24. –                      | Köztársasági elnök |

## Egyéb államalakulatok a mai Albánia területén

### Korçai Albán Autonóm Köztársaság(1916–1920)
A Korça városát elfoglaló franciák védnöksége alatt 1916. december 10-én létrehozott köztársaság, amelyet hivatalosan csak 1920. június 21-én oszlattak fel, noha már 1918. február 16-án összeomlott.
|                      | Hivatali idő                           | Megjegyzés                 |
| -------------------- | -------------------------------------- | -------------------------- |
| Themistokli Gërmenji | 1916. december 10. – 1917. november 7. | A végrehajtó hatalom feje. |
| Qani Dishnica        | 1917. november 9. – 1917 ???           | A végrehajtó hatalom feje. |

### Mirditai Köztársaság(1921)
Szerb támogatással kikiáltott, rövid ideig fennálló köztársaság 1921. július 17. és november 20. között.
|             | Hivatali idő                          | Megjegyzés            |
| ----------- | ------------------------------------- | --------------------- |
| Marka Gjoni | 1921. július 17. – 1921. november 20. | A köztársaság elnöke. |

### Szabad Albánia Nemzeti Bizottsága(1949–1953)
Az 1949-ben New Yorkban megalakított és 1953-ig működő emigráns albán kormány.
|                 | Hivatali idő | Megjegyzés                               |
| --------------- | ------------ | ---------------------------------------- |
| Midhat Frashëri | 1949         | Az emigráns kormány vezetője.            |
| …               | 1949–1953    | Az emigráns kormány vezetője ismeretlen. |

## Ajánlott irodalom
- Klaus-Jürgen Matz, Ki mikor uralkodott, kormányzott (Uralkodók táblái a világtörténelemhez; Császárok, királyok, államfők, miniszterelnökök és pártvezérek), Budapest, Magyar Könyvklub, 2003, ISBN 963-547-849-6 – a Magyarországra vonatkozó részt Pálinkás Mihály állította össze